# Айлант
Айла́нт (лат. Ailanthus) — род деревьев семейства Симарубовые (Simaroubaceae), произрастающих в южной и восточной Азии, Австралии, Юго-Восточной Европе, Украине и Молдове .

## Ботаническое описание
Крупные листопадные быстрорастущие деревья. Кора ствола серовато-бурая, бороздчатая. Крона яйцевидная.
Листья очерёдные, большие, непарноперистые, состоят из 9—41 листочка, при распускании неприятно пахнущие.
Мелкие цветки собраны в крупные метёлки, зеленоватого цвета, с двойным околоцветником. Чашелистики частично сросшиеся, в числе пяти—шести. Лепестки намного длиннее чашелистиков, в числе пяти. Тычинок десять. Завязь состоит из пяти—шести свободных либо сросшихся плодолистиков.
Плоды состоят из одной—шести свободных крылаток. Семя плоское, яйцевидное, с тонким эндоспермом или без него, расположено в середине плода, с яйцевидными или почти округлыми семядолями.

## Значение и применение
Кору и листья некоторых видов используют против глистов и дизентерии. Листья также используют для выкормки гусениц айлантового шелкопряда, который может использоваться для получения грубого шёлка. Является популярным декоративным растением из-за быстрого роста, устойчивости к вредителям, и необычных листьев.

## Таксономия

### Таксономическое положение
|  |                                      |  |                                                               |                                                               |                                       |  | ещё 8 семейств, в том числе Рутовые, Сапиндовые и Сумаховые (согласно Системе APG III) |                                              |                                              |                |
|  |                                      |  |                                                               |                                                               |                                       |  |                                                                                        |                                              |                                              | около 10 видов |
|  |                                      |  |                                                               | порядок Сапиндоцветные                                        |                                       |  |                                                                                        |                                              | род Айлант                                   |                |
|  |                                      |  |                                                               | порядок Сапиндоцветные                                        |                                       |  |                                                                                        |                                              | род Айлант                                   |                |
|  | отдел Цветковые, или Покрытосеменные |  |                                                               |                                                               | семейство Симарубовые (Simaroubaceae) |  |                                                                                        |                                              |                                              |                |
|  | отдел Цветковые, или Покрытосеменные |  |                                                               |                                                               |                                       |  |                                                                                        |                                              |                                              |                |
|  |                                      |  | ещё 58 порядков цветковых растений (согласно Системе APG III) | ещё 58 порядков цветковых растений (согласно Системе APG III) |                                       |  |                                                                                        | ещё 12 родов, в том числе Квассия и Симаруба | ещё 12 родов, в том числе Квассия и Симаруба |                |
|  |                                      |  |                                                               | ещё 58 порядков цветковых растений (согласно Системе APG III) |                                       |  |                                                                                        |                                              | ещё 12 родов, в том числе Квассия и Симаруба |                |

### Виды
По информации базы данных The Plant List, род включает 7 видов:
- Ailanthus altissima (Mill.) Swingle — Айлант высочайший
- Ailanthus excelsa Roxb.
- Ailanthus fordii Noot.
- Ailanthus guangxiensis S.L.Mo
- Ailanthus integrifolia Lam.
- Ailanthus triphysa (Dennst.) Alston
- Ailanthus vietnamensis H.V.Sam & Noot.

|                                                              |  |  |
| Слева направо: Ailanthus triphysa, плоды айланта высочайшего |  |  |